# 水元豊文
水元 豊文（みずもと とよふみ、1959年 - ）は、日本の社会学者。熊本大学教授。専門分野はコミュニケーション学、情報メディア倫理。
熊本大学文学部部長、同附属漱石・八雲教育研究センター長を歴任。

## 来歴
1987年3月、駒澤大学大学院人文科学研究科社会学専攻修士課程修了。1990年5月、ウィスコンシン大学（マディソン校）大学院。1992年1月、バージニア工科大学大学院単位取得退学。財団法人電気通信政策総合研究所研究員、慶應義塾大学メディア・コミュニケーション研究所助教授を経て、2004年4月に熊本大学文学部助教授。2007年4月、同准教授。「熊本シティブランド戦略」の策定に携わる。2010年8月、同教授。2015年より文学部長。
2018年1月、新設の「熊本大学文学部附属 漱石・八雲教育研究センター」長。

## 著書
- 「国立国会図書館サーチ」を参照

### 論文
- CiNii>を参照